# Luis de Beaumont, 2. Conde de Lerín
Luis de Beaumont, 2. Conde de Lerín (* um 1430; † 1508 in Aranda de Jarque, Saragossa) war ein navarresischer Adliger. Er war der Sohn von Luis de Beaumont, 1. Conde de Lerín und Juana de Navarra, und damit von beiden Seiten her ein Angehöriger des navarresischen Königshauses Frankreich-Évreux. 1462, beim Tod seines Vaters, erbte er dessen Titel und Besitz. Bereits seit 1451 führte er, gemeinsam mit seinem Bruder Juan, die Partei der Beaumonteses.
1464, nach dem Vertrag von Tarragona, beendete Luis den Kampf seiner Familie gegen König Johann II. von Aragón und unterwarf sich ihm. 1468 heiratete er Leonor de Aragón, eine uneheliche Tochter Johanns, und erwarb sich anschließend nach und nach die Gunst von Johannes Sohn und Nachfolger Ferdinand II.
Die Position der Beaumonteses zur Heirat von Katharina von Navarra und Jean d’Albret (1484) brachte ihn in Opposition zur Mutter Katharinas, der Regentin Madeleine de France, bis der Frieden von Pamplona und Orthez (1493) gegen erhebliche Zugeständnisse die Krönung des Paares ermöglichte. Luis de Beaumont jedoch zögerte nicht, erneut zu den Waffen zu greifen, wurde aber 1495 unterworfen und floh nach Kastilien. 1500 wieder in seine Rechte eingesetzt, erhob er sich 1507 erneut, wurde erneut des Landes verwiesen und im Jahr darauf hingerichtet.

## Familie
Kinder aus seiner Ehe mit Leonor de Aragón waren:
- Luis III., † 1530, 1508 3. Conde de Lerin, Connetable und Kanzler von Navarra; ⚭ 1486 Briande Manrique de Lara, Tochter von Pedro Manrique de Lara, 1. Duque de Nájera, und Guiomane de Castro y Acuna
- Fernando I. (Nachkommen)
- Catalina; ⚭ um 1495 Jacques de Grailly de Foix, Infant von Navarra, Comte de Montfort et de Cortez, Vizekönig von Navarra, † 1500 (Haus Grailly)
- Ana; ⚭ Juan de Mendoza

Darüber hinaus hatte er zwei uneheliche Kinder:
- Luis Juan de Viana-Beaumont, * Viana wohl 1450, † 1525; ⚭ Maria Navarro de Izpilicueta (Nachkommen)
- Pedro